# Okręg Aarau
Okręg Aarau (niem. Bezirk Aarau) – okręg w Szwajcarii, w kantonie Argowia, o pow.104,49 km², zamieszkały przez 81 798 osób (31 grudnia 2022). Siedzibą okręgu jest miasto Aarau. 

## Podział administracyjny
W skład okręgu wchodzi dwanaście gmin (Einwohnergemeinde):
1. Aarau, miasto
2. Biberstein
3. Buchs
4. Densbüren
5. Erlinsbach
6. Gränichen
7. Hirschthal
8. Küttigen
9. Muhen
10. Oberentfelden
11. Suhr
12. Unterentfelden

## Zmiany administracyjne
- 1 stycznia 2010
  - przyłączenie gminy Rohr do miasta Aarau